# Hiro Narita
Pour les articles homonymes, voir Narita (homonymie).
Hiro Morikawa, né le 26 juin 1941 à Séoul (Corée du Sud ; alors Keijō, colonie japonaise), est un directeur de la photographie (membre de l'ASC) américain d'origine japonaise, connu comme Hiro Narita.

## Biographie
Immigré à Honolulu en 1957, Hiro Narita devient citoyen américain et étudie notamment à San Francisco. Il débute comme chef opérateur sur le téléfilm Farewell to Manzanar de John Korty (1976, avec Nobu McCarthy et Pat Morita). Son premier film américain au même poste sort en 1979 ; le deuxième est Un homme parmi les loups de Carroll Ballard (1983, avec Charles Martin Smith et Brian Dennehy).
Au cinéma, suivent notamment Star Trek 6 : Terre inconnue de Nicholas Meyer (1991, avec William Shatner et Leonard Nimoy), La Mission de Peter Bratt (2009, avec Benjamin Bratt et Erika Alexander) et Histoires d'amour d'Eleanor Coppola (2020, avec Rosanna Arquette et Kathy Baker).
À la télévision, après sa première contribution précitée, il dirige les prises de vues d'autres téléfilms et d'épisodes de séries, dont Le Monde merveilleux de Disney (un épisode, 1986), Les Contes de la crypte (un épisode, 1992) et Gilmore Girls (un épisode, 2000).
Depuis le début de sa carrière, Hiro Narita est également premier assistant opérateur, chef opérateur additionnel (ex. : épisode VI, 1983,  de la saga Star Wars) ou encore directeur de la photographie de seconde équipe (ex. : La Machine à explorer le temps de Simon Wells en 2002).

## Filmographie partielle
(directeur de la photographie, sauf mention contraire)

### Cinéma
- 1979 : La Dernière Valse (The Last Waltz) de Martin Scorsese (prises de vues additionnelles)
- 1979 : American Graffiti, la suite (More American Graffiti) de Bill L. Norton (premier assistant opérateur)
- 1983 : Un homme parmi les loups (Never Cry Wolf) de Carroll Ballard
- 1983 : Star Wars, épisode VI : Le Retour du Jedi (Star Wars: Episode VI – Return of the Jedi) de Richard Marquand (prises de vues additionnelles)
- 1983 : L'Étoffe des héros (The Right Stuff) de Philip Kaufman (premier assistant opérateur)
- 1986 : Fire with Fire de Duncan Gibbins (en)
- 1987 : 260 chrono (No Man's Land) de Peter Werner
- 1989 : Chérie, j'ai rétréci les gosses (Honey, I Shrunk the Kids) de Joe Johnston
- 1991 : Les Aventures de Rocketeer (The Rocketeer) de Joe Johnston
- 1991 : Star Trek 6 : Terre inconnue (Star Trek VI: Undiscovered Country) de Nicholas Meyer
- 1993 : Hocus Pocus : Les Trois Sorcières (Hocus Pocus) de Kenny Ortega
- 1994 : Deux Doigts sur la gâchette (Gunmen) de Deran Sarafian
- 1994 : Croc-Blanc 2 ou Les Nouvelles Aventures de Croc Blanc (White Fang 2: Myth of the White Wolf) de Ken Olin
- 1996 : The Arrival de David Twohy
- 1996 : James et la Pêche géante (James and the Giant Peach) d'Henry Selick
- 1997 : Visas and Virtue de Chris Tashima (en) (court métrage)
- 1998 : Simon Birch de Mark Steven Johnson (directeur de la photographie de seconde équipe)
- 1998 : Sacré père Noël (I'll Be Home for Christmas) d'Arlene Sanford
- 2000 : Fortress 2 : Réincarcération (Fortress 2: Re-Entry) de Geoff Murphy
- 2002 : Teknolust de Lynn Hershman Leeson
- 2002 : La Machine à explorer le temps (The Time Machine) de Simon Wells (directeur de la photographie de seconde équipe)
- 2002 : Le Roi Scorpion (The Scorpion King) de Chuck Russell (directeur de la photographie de seconde équipe)
- 2006 : The Darwin Awards de Finn Taylor (en)
- 2009 : La Mission (titre original) de Peter Bratt
- 2015 : Love and Taxes de Jacob Kornbluth (en)
- 2020 : Histoires d'amour (Love is Love is Love) d'Eleanor Coppola, segment Late Lunch

### Télévision

#### Séries
- 1986 : Le Monde merveilleux de Disney (The Wonderful World of Disney ou Disneyland), saison 30, épisode 2 Time Flyer de Mark Rosman
- 1992 : Les Contes de la crypte (Tales from the Crypt), saison 4, épisode 8 Confrontation (Showdown) de Richard Donner
- 2000 : Gilmore Girls, saison 1, épisode pilote Premier Contact (Gilmore Girls) de Lesli Linka Glatter

#### Téléfilms
- 1976 : Farewell to Manzanar de John Korty
- 1983 : Passion hantée (The Haunting Passion) de John Korty
- 1985 : Le Vol du Blue Yonder (The Blue Yonder) de Mark Rosman
- 1989 : Mothers, Daughters or Lovers de Matthew Robbins
- 1991 : Plymouth de Lee David Zlotoff
- 1992 : Two-Fisted Tales de Richard Donner, Tom Holland et Robert Zemeckis
- 1993 : They de John Korty
- 2000 : Œuvre indécente (Dirty Pictures) de Frank Pierson
- 2001 : Other People de Michael Watkins